# チャック・レイニー

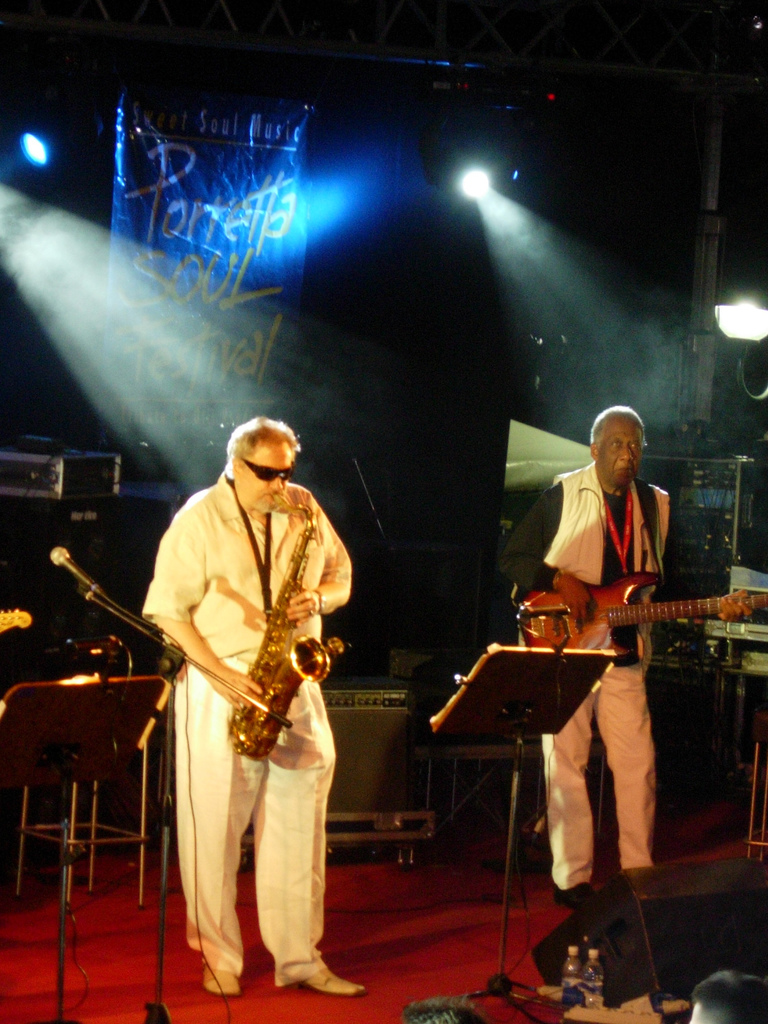
チャック・レイニー（右）とロニー・キューバー（2005年）

チャック・レイニー（Chuck Rainey、1940年6月17日 - ）は、アメリカのベーシスト。セッション・ベーシストとして、ソウル、R&B、ジャズ、クロスオーバーを中心に幅広いジャンルのレコーディングで活躍した。ダニー・ハサウェイらアトランティック・レコード系やジャズ、クロスオーバーのミュージシャンとの共演でも知られている。

## 略歴
オハイオ州クリーブランド生まれ。テネシー州の大学では、音楽に熱中した。兵役中にギターを覚え、大学・兵役終了後、地元のヤングタウン・クリーブランドに戻り、クリーブランドの地元バンドで専門的にギターを弾く。後にベースに転向。ニューヨークでセッション・ベーシストとして活動を始め、キング・カーティス、アレサ・フランクリン、ダニー・ハサウェイ、クインシー・ジョーンズ、ラスカルズ、エタ・ジェイムス、ラリー・コリエル、ドナルド・バード、デイヴ・グルーシン、ロバータ・フラック、ジョニー・ペイト、フィル・アップチャーチ、カル・ジェイダーらのレコーディングで活躍した。ビートルズのアメリカでの2番目のツアー「キング・カーティス・オールスターズ」にメンバーとして参加、ロサンゼルスに拠点を移すきっかけとなる。1972年にロサンゼルスへ移り、スティーリー・ダンのレコーディングで重要な役割を果たした。レイニーはインタビューでマーヴィン・ゲイとは会ったこともなく、バックで演奏したこともない、参加したアルバム『アイ・ウォント・ユー』はリオン・ウェアによるモータウンのプロジェクトだったと証言している。また、シュープリームスのアルバム録音に参加したのは、ダイアナ・ロスが脱退して何年もたった1976年のことである。
1981年、オハイオ州芸術評議会から、最も貴重な賞を授与された厳選された数少ない音楽のサイドマンとして認可を受ける。それは、17のプラチナまたはゴールドレコード、ディーン・マーチンLife Time of Achievement賞、『ベースマガジン』 / ニューヨークベースコレクレィブ・Life Time achievement賞、『ダウンビート』誌と『プレイボーイ』誌が選ぶ音楽投票トップ10（ベース・カテゴリー）での35年間連続ベース部門で選ばれ続けたことなどが評価の対象となった。
音楽教育も彼のキャリアと経験の重要な一部であるので、彼のテキストや教則ビデオは多くの教諭によりカリキュラムとして使われ、独学で勉強する人々にとっても魅力的なツールとなっている。The Musicians Institute/B.I.T. とDick Grove Music Work Shopsのために初級ベースコース教材を書き教えたのを皮切りに、音楽教育学の分野の経験を身に付け加はじめた。彼は1970年代に『ギタープレイヤー』誌と『ベースマガジン』に教則コラムを書いた最初の有名ミュージシャンの一人である。コラムを持つという当時としての新しい試みの成功は、現在に見られるコラムニストによる連載の基礎となるものである。

## ディスコグラフィ

### リーダー・アルバム
- 『ザ・チャック・レイニー・コーリション』 - The Chuck Rainey Coalition (1969年、Skye)
- Albino Gorilla (Detroit 1984) (1971年、Kama Sutra) ※Albino Gorilla名義
- 『ボーン・アゲイン』 - Born Again (1981年、Hammer 'N Nails)
- 『クーリン・アンド・グルーヴィン』 - Coolin' 'N Groovin' (A Night at On-Air) (1993年、Lexington) ※with バーナード・パーディ
- 『レイニー / ウォーカー・バンド』 - Chuck Rainey/David T. Walker Band (1994年、Bridge Gate/Toy's Factory) ※with デイヴィッド・T・ウォーカー
- Hangin' Out Right (1998年、CharWalt)
- Sing & Dance (1999年、CharWalt)
- 『グルーヴの解釈』 - Interpretations of a Groove (2013年、Vivid Sound)

### 参加アルバム
ガトー・バルビエリ
- 『エル・パンペロ』 - El Pampero (1972年、Flying Dutchman)
- 『光と影』 - The Legend of Gato Barbieri (1973年、Flying Dutchman)
- 『ボリビア』 - Bolivia (1973年、Flying Dutchman)
- The Third World Revisited (1988年、BMG)

ドナルド・バード
- 『ブラック・バード』 - Black Byrd (1973年、Blue Note)
- 『ストリート・レディ』 - Street Lady (1974年、Blue Note)
- 『プレイシズ・アンド・スペイシズ』 - Places and Spaces (1976年、Blue Note)
- 『ステッピン・イントゥ・トゥモロー』 - Stepping into Tomorrow (1975年、Blue Note)

ジョー・コッカー
- 『ユー・アー・ソー・ビューティフル』 - I Can Stand a Little Rain (1974年、A&M) ※旧邦題『ア・リトル・レイン』
- 『ジャマイカ・セイ・ユー・ウィル』 - Jamaica Say You Will (1975年、A&M)
- 『青い影』 - Luxury You Can Afford (1978年、Asylum)

ラリー・コリエル
- 『コリエル』 - Coryell (1969年、Vanguard)
- 『フェアリーランド』 - Fairyland (1971年、Mega Records)
- 『原点』 - Basics (1976年、Vanguard)

ザ・クルセイダーズ
- 『ハリウッド』 - Hollywood (1972年、MoWest)
- 『クルセイダーズ1』 - Crusaders 1 (1972年、Blue Thumb)
- The Golden Years (1992年、GRP) ※コンピレーション
- 『ファイネスト・アワー』 - The Crusaders' Finest Hour (2000年、Verve) ※コンピレーション

キング・カーティス
- 『ライヴ・アット・スモールズ・パラダイス』 - Live at Small's Paradise (1966年、ATCO)
- 『ゲット・レディ』 - Get Ready (1970年、ATCO)
- 『エブリバディーズ・トーキン』 - Everybody's Talkin' (1972年、ATCO)
- 『インスタント・グルーヴ』 - Instant Groove (1990年、Edsel)

アレサ・フランクリン
- 『ヤング・ギフティッド・アンド・ブラック』 - Young, Gifted and Black (1972年、Atlantic)
- 『燃える愛の炎』 - With Everything I Feel in Me (1974年、Atlantic)
- 『輝く愛の世界』 - Let Me in Your Life (1974年、Atlantic)
- 『甘い情熱』 - Sweet Passion (1977年、Atlantic)

ジーン・ハリス
- 『アストラル・シグナル』 - Astral Signal (1974年、Blue Note)
- 『ネクサス』 - Nexus (1975年、Blue Note)
- 『イン・ア・スペシャル・ウェイ』 - In a Special Way (1976年、Blue Note)
- 『トーン・タントラム』 - Tone Tantrum (1977年、Blue Note)

リチャード・グルーヴ・ホームズ
- 『カミン・オン・ホーム』 - Comin' on Home (1971年、Blue Note)
- 『シックス・ミリオン・ダラー・マン』 - Six Million Dollar Man (1975年、Flying Dutchman/RCA)

ボビー・ハンフリー
- 『ブラックス・アンド・ブルース』 - Blacks and Blues (1974年、Blue Note)
- 『サテン・ドール』 - Satin Doll (1974年、Blue Note)
- 『ファンシー・ダンサー』 - Fancy Dancer (1975年、Blue Note)

エタ・ジェイムス
- 『エタ・ジェイムス』 - Etta James (1973年、Chess)
- 『カム・ア・リトゥル・クローサー』 - Come a Little Closer (1974年、Chess)
- 『ラビン・アームス…炎のレディー・ソウル』 - Etta Is Betta Than Evvah! (1976年、Chess)
- 『夜のしじまは』 - Deep in the Night (1978年、Warner Bros.)

クインシー・ジョーンズ
- 『ウォーキング・イン・スペース』 - Walking in Space (1969年、A&M)
- Smackwater Jack (1971年、A&M)
- 『ボディ・ヒート』 - Body Heat (1974年、A&M)
- Mellow Madness (1975年、A&M)
- I Heard That!! (1976年、A&M)
- Roots (1977年、A&M)

ユセフ・ラティーフ
- 『デトロイト』 - Yusef Lateef's Detroit (1969年、Atlantic)
- 『スウィート16』 - Suite 16 (1970年、Atlantic)
- 『ジェントル・ジャイアント』 - The Gentle Giant (1972年、Atlantic)

デヴィッド・"ファットヘッド"・ニューマン
- 『ビガー&ベター』 - Bigger & Better (1968年、Atlantic)
- The Many Facets of David Newman (1969年、Atlantic)
- 『ザ・ウェポン』 - The Weapon (1973年、Atlantic)
- Return to the Wide Open Spaces (1990年、Amazing) ※with エリス・マルサリス、コーネル・デュプリー

ラスカルズ
- 『グルーヴィン』 - Groovin' (1967年、Atlantic)
- 『夢みる若者』 - Once Upon a Dream (1968年、Atlantic)
- 『自由組曲』 - Freedom Suite (1969年、Atlantic)
- 『シー』 - See (1969年、Atlantic)
- 『ピースフル・ワールド』 - Peaceful World (1971年、Columbia)
- 『アイランド・オブ・リアル』 - Search and Nearness (1971年、Atlantic)

スティーリー・ダン
- 『プレッツェル・ロジック』 - Pretzel Logic (1974年、ABC)
- 『うそつきケイティ』 - Katy Lied (1975年、ABC)
- 『幻想の摩天楼』 - The Royal Scam (1976年、ABC)
- 『彩（エイジャ）』 - Aja (1977年、ABC)
- 『ガウチョ』 - Gaucho (1980年、MCA)

渡辺貞夫
- 『マイ・ディア・ライフ』 - My Dear Life (1977年、Flying Disk)
- 『カリフォルニア・シャワー』 - California Shower (1978年、Flying Disk)
- 『ナイス・ショット!』 - Nice Shot! (1980年、Flying Disk) ※コンピレーション

アーニー・ウィルキンス
- 『ブラッド・スウェット・アンド・ブラス』 - Blood, Sweat & Brass (1970年、Mainstream) ※with フェニックス・オーソリティ
- 『ハード・マザー・ブルース』 - Hard Mother Blues (1970年、Mainstream)
- Screaming Mothers (1974年、Mainstream)

その他
- ルイ・アームストロング : 『ルイ・アームストロング&ヒズ・フレンズ』 - Louis Armstrong and His Friends (1970年、Flying Dutchman/Amsterdam)
- ジョージ・ベンソン : 『グッディーズ』 - Goodies (1968年、Verve)
- マーヴィン・ゲイ  : 『アイ・ウォント・ユー』 - I Want You (1976年、Tamla)
- レッド・ホロウェイ : 『レッド・ソウル』 - Red Soul (1965年、Prestige)
- ヒューバート・ロウズ : 『ロウズ・コウズ』 - Laws' Cause (1968年、Atlantic)
- ローラ・ニーロ : 『イーライと13番目の懺悔』 - Eli and the Thirteenth Confession (1968年、Columbia)
- カル・ジェイダー : 『ソーラー・ヒート』 - Solar Heat (1968年、Skye)
- フィル・アップチャーチ : 『フィーリング・ブルー』 - Feeling Blue (1967年、Milestone)